# Leiotoma
Leiotoma is een kevergeslacht uit de familie van de boktorren (Cerambycidae). De wetenschappelijke naam van het geslacht werd voor het eerst geldig gepubliceerd in 1978 door Quentin & Villiers.

## Soorten
Leiotoma is monotypisch en omvat slechts de volgende soort:
- Leiotoma viridescens (Jordan, 1894)